# Mai Văn Cương
Mai Văn Cương (sinh năm 1941) là một tướng lĩnh Quân đội nhân dân Việt Nam, hàm Thiếu tướng, nguyên Phó Tư lệnh Quân chủng Không quân, Phó Tư lệnh Quân chủng Phòng không-Không quân. Ông nguyên là phi công lái máy bay MiG 17, MiG 21 của trung đoàn không quân 921, Không quân Nhân dân Việt Nam, xếp thứ 2 trong Danh sách các phi công đạt cấp Ách trong Chiến tranh Việt Nam với chiến công trực tiếp bắn hạ 8 máy bay của không lực Hoa Kỳ.

## Thân thế và sự nghiệp
Ông sinh ngày 2 tháng 2 năm 1941, quê xã Hoằng Đạo, Hoằng Hoá, Thanh Hoá
Ông nhập ngũ ngày 28 tháng 3 năm 1959, được kết nạp vào Đảng ngày 23 tháng 8 năm 1964 (chính thức ngày 23 tháng 5 năm 1965). 
Tháng 3 năm 1959, chiến sĩ Đại đội 11, Trung đoàn 68, Sư đoàn 304
Tháng 9 năm 1959, học viên Trường Quân y Trung đoàn 57, Sư đoàn 304
Tháng 7 năm 1960, y tá Đại đội 11, Trung đoàn 68, Sư đoàn 304
Tháng 7 năm 1961, trúng tuyển đi học lái máy bay MiG.17 tại Trường Không quân Liên Xô. 
Tháng 10 năm 1964, Sĩ quan lái máy bay của Trung đoàn Không quân 921, Quân chủng Phòng không-Không quân
Tháng 9 năm 1965, tiếp tục được cử đi học lái máy bay MiG.21 tại Trường Không quân Liên Xô
Tháng 6 năm 1966, Sĩ quan lái máy bay, Trung đoàn Không quân 921, Quân chủng Phòng không-Không quân
Tháng 5 năm 1968, Trung đội trưởng rồi đại đội phó Đại đội 1 Trung đoàn Không quân 921 trực thuộc Bộ Tư lệnh Không quân, Quân chủng Phòng không-Không quân
Tháng 7 năm 1970, Đại đội trưởng Đại đội 1, Trung đoàn Không quân 921
Tháng 2 năm 1972, Trung đoàn phó Trung đoàn Không quân 921
Tháng 7 năm 1975, Trung đoàn trưởng Trung đoàn Không quân 927, Sư đoàn 371 Quân chủng Phòng không-Không quân
Tháng 8 năm 1977, được cử đi học tại Học viện Chính trị Quân sự
Tháng 7 năm 1978, Trung đoàn trưởng Trung đoàn Không quân 927, Sư đoàn 371, Quân chủng Không quân
Tháng 9 năm 1978, theo học bổ túc tại Học viện Không quân Ga-ga-rin (Liên Xô). 
Tháng 6 năm 1979, Phó tư lệnh Sư đoàn Không quân 370 Quân chủng Không quân
Tháng 7 năm 1981, Sư đoàn phó Sư đoàn Không quân 371, Quân chủng Không quân
Tháng 1 năm 1983, Phó tham mưu trưởng Quân chủng Không quân
Tháng 10 năm 1983, Sư đoàn trưởng Sư đoàn Không quân 371, Quân chủng Không quân
Tháng 10 năm 1990, theo học bổ túc tại Học viện Quân sự cấp cao
Tháng 8 năm 1991, Phó tham mưu trưởng Quân chủng Không quân
Tháng 12 năm 1997, Phó Tư lệnh Quân chủng Không quân
Tháng 7 năm 1999, Phó Tư lệnh Quân chủng Phòng không-Không quân
- Thiếu tướng (4.1998)[5]
- Năm 2006, Ông nghỉ hưu.

## Khen thưởng
- Anh hùng Lực lượng Vũ trang Nhân dân (1969)
- 2 Huân chương Quân công hạng Ba
- Huân chương Chiến công (2 hạng Nhất, 3 hạng Ba)

Huân chương Kháng chiến chống Mỹ hạng Nhì
Huân chương Chiến sĩ vẻ vang (hạng Nhất, Nhì, Ba)
Huy chương Quân kỳ quyết thắng
- Phi công trực tiếp chiến đấu, bắn rơi 8 máy bay Hoa Kỳ, được tặng thưởng 8 Huy hiệu Bác Hồ.[6]